# 해리스버그 세너터스
해리스버그 세너터스(Harrisburg Senators)는 이스턴 리그에 참가하고 있는 마이너 리그 베이스볼 팀으로, 워싱턴 내셔널스 산하 더블 A 팀이다. 연고지는 미국 펜실베이니아주 해리스버그이며, 홈구장은 1987년에 개장해 6,187명의 관중을 수용할 수 있는 시티섬의 FNB 필드이다.
'세너터스'(Senators)라는 명칭은 펜실베이니아주의 주도이자 입법부가 있는 해리스버그가 연고지인 점에서 착안했다. 팀을 나타내는 색깔은 워싱턴 내셔널스와 동일하게 빨강, 네이비 블루, 금색, 흰색이다.
해리스버그 세너터스는 1987년 이전에 존재했던 동명의 팀 기록을 포함해 아홉 차례 이스턴 리그 우승 타이틀을 차지했으며, 이스턴 리그 역사상 최초의 4년 연속 우승팀(1996년, 1997년, 1998년, 1999년)이기도 하다. 특히 1993년 선수단은 역대 가장 위대한 마이너 리그 팀 100에도 선정되었다.